# Pogona barbata
Pogona barbata är en ödleart som beskrevs av Cuvier 1829. Pogona barbata ingår i släktet Pogona och familjen agamer. IUCN kategoriserar arten globalt som livskraftig. Inga underarter finns listade i Catalogue of Life.
Arten förekommer i östra och sydöstra Australien. Den lever i torra skogar eller i andra områden med träd. Pogona barbata besöker även jordbruksmark och människans samhällen.